# 小行星1114
小行星1114（1114 Lorraine）是一颗围绕太阳公转的小行星。1928年11月17日，亞歷山大·蕭馬斯在尼斯发现了此天体。
該小行星以洛林公國命名。
这颗小行星的绝对星等为10.13等。